# Ajn Assan
Ajn Assan – wieś w Syrii, w muhafazie Aleppo, w dystrykcie As-Safira. W 2004 roku liczyła 1116 mieszkańców.